# محمد عالم قرار
محمد عالم قرار (زاده ۱۳۳۸ ولسوالی علینگار - ولایت لغمان) سیاستمدار افغانستانی و نماینده مردم ولایت لغمان در دوره‌های پانزدهم و شانزدهم مجلس نمایندگان است. وی در مجلس شانزدهم نمایندگان افغانستان عضو کمیسیون امور داخلی می‌باشد.

## زندگی‌نامه
محمد عالم قرار زاده ۱۳۳۸ از ولسوالی علینگار ولایت لغمان است. وی تحصیلات متوسطه خود را در لیسه/دبیرستان شیخ محمد حسین علینگار در سال ۱۳۵۵ به پایان رسانید و ۳ سال در دانشکده مهندسی، دانشگاه کابل تحصیلات خود را ادامه داد و سپس وارد جبهه جنگ شد.

## دیگر فعالیت‌ها
دیگر فعالیت‌های وی:
- قوماندان حزب اسلامی در زون شرق.
- قوماندان امنیه ولایت لغمان.
- عضو لویه جرگه صلح، تصویب قانون اساسی.
- نماینده مردم لغمان در دوره‌های پانزدهم و شانزدهم مجلس نمایندگان.